# Tulbaghia (djur)
Tulbaghia är ett släkte av skalbaggar. Tulbaghia ingår i familjen Melolonthidae.
Kladogram enligt Catalogue of Life:
| Tulbaghia | \| \| Tulbaghia cereris \| \| \| \| \| \| Tulbaghia lightfooti \| \| \| \| \| \| Tulbaghia patruelis \| \| \| \| |
|           | \| \| Tulbaghia cereris \| \| \| \| \| \| Tulbaghia lightfooti \| \| \| \| \| \| Tulbaghia patruelis \| \| \| \| |
|           | Tulbaghia cereris                                                                                                |
|           | |
|           | Tulbaghia lightfooti                                                                                             |
|           | |
|           | Tulbaghia patruelis                                                                                              |
|           | |